# Borgoratto Alessandrino
Borgoratto Alessandrino (piemontiul: Borgorà vagy Borgorat) település Olaszországban, Piemont régióban, Alessandria megyében. Lakosainak száma 546 fő (2023. január 1.). Borgoratto Alessandrino Carentino, Castellazzo Bormida, Frascaro és Oviglio községekkel határos.

## Népesség
A település népességének változása:
| Lakosok száma | 585  | 570  | 546  |
|               | 2017 | 2018 | 2023 |